# Janus van Rooij
Janus van Rooij (Venlo, 7 oktober 1930 – Venlo, 4 augustus 1996) was een Nederlandse voetballer die tijdens zijn profloopbaan uitsluitend voor VVV uitkwam.
Van Rooij maakte als jeugdspeler van VVV in het seizoen 1951-52 de overstap naar het eerste elftal. De aanvaller speelde met zijn goals een belangrijke rol bij het veroveren van de Zilveren Bal in 1954. In de voorronde scoorde hij tegen SC Enschede (2-0) de tweede treffer en in de finale tegen Xerxes (3-1) was hij verantwoordelijk voor de 1-1 gelijkmaker.
Bij de start van het betaald voetbal in 1954 bleef Van Rooij zijn club trouw en maakte dus niet, zoals een zevental ploeggenoten, de overstap naar de profs van Sportclub Venlo '54. Nadat VVV eind 1954 alsnog toetrad tot het betaald voetbal, kwam Van Rooij als amateur niet meer in aanmerking voor een vaste plek in het eerste elftal. Op 4 december 1955 maakte de Venlonaar alsnog zijn profdebuut, in een thuiswedstrijd tegen Vitesse. Het zou bij dat ene optreden blijven. In 1956 vertrok hij naar de amateurs van SV Blerick. Van Rooij overleed in 1996 op 65-jarige leeftijd.

## Profstatistieken
| Seizoen         | Club            | Competitie      | Competitie | Competitie | Beker | Beker | Overige | Overige | Totaal | Totaal |
| Seizoen         | Club            | Competitie      | Wed.       | Dlp.       | Wed.  | Dlp.  | Wed.    | Dlp.    | Wed.   | Dlp.   |
| --------------- | --------------- | --------------- | ---------- | ---------- | ----- | ----- | ------- | ------- | ------ | ------ |
| 1954/55         | VVV             | Eerste klasse D | 0          | 0          | —     | —     | —       | —       | 0      | 0      |
| 1955/56         | VVV             | Hoofdklasse A   | 1          | 0          | —     | —     | —       | —       | 1      | 0      |
| Carrière totaal | Carrière totaal | Carrière totaal | 1          | 0          | 0     | 0     | 0       | 0       | 1      | 0      |